# Honest (album Future)
Honest è il secondo album discografico in studio del rapper statunitense Future, pubblicato nel 2014.

## Tracce
1. Look Ahead – 3:33 (Nayvadius Wilburn, Andrew Harr, Jermaine Jackson)
2. T-Shirt – 3:35 (Wilburn, James Rosser, Jr., Brandon Rackley)
3. Move That Dope (featuring Pharrell, Pusha T & Casino) – 5:40 (Wilburn, Pharrell Williams, Terrence Thornton, Michael Williams, Pierre Slaughter)
4. My Momma (featuring Wiz Khalifa) – 3:40 (Wilburn, Cameron Thomaz, Michael Williams, Justin Garner)
5. Honest – 3:20 (Wilburn, Gary Hill, Leland Wayne)
6. I Won (featuring Kanye West) – 3:59 (Wilburn, Kanye West, L. Wayne, Nick Seeley)
7. Never Satisfied (featuring Drake) – 1:55 (Wilburn, Aubrey Graham, Michael Williams, J. Garner)
8. I Be U – 3:52 (Wilburn, Noel Fisher)
9. Covered N Money – 3:35 (Wilburn, Sonny Uwaezuoke)
10. Special (featuring Young Scooter) – 4:56 (Wilburn, Kenneth Bailey, Joshua Luellen, Bart Simmons)
11. Benz Friendz (Whatchutola) (featuring André 3000) – 4:41 (Wilburn, André Benjamin, David Sheats)
12. Blood, Sweat, Tears – 4:23 (Wilburn, Matthew Samuels)

Tracce aggiuntive ediz. deluxe
1. Big Rube Speaks – 1:07 (Ruben Bailey, Michael Patterson)
2. Side Effects – 2:00 (Wilburn, Raphaël Judrin, Pierre-Antoine Melki)
3. I'll Be Yours – 3:00 (Wilburn, Ashley Anderson)
4. How Can I Not (featuring Young Scooter) – 3:58 (Wilburn, Bailey, L. Wayne)
5. Shit – 4:52 (Wilburn, M. Williams, J. Garner)
6. Karate Chop (featuring Lil Wayne) – 4:36 (Wilburn, Dwayne Carter, L. Wayne)

## Classifiche
| Classifica (2014)         | Posizione raggiunta |
| ------------------------- | ------------------- |
| Stati Uniti Billboard 200 | 2                   |